# Sancellas
Sancellas (en catalán y oficialmente Sencelles) es una localidad y municipio español situado en la parte central de Mallorca, comunidad autónoma de las Islas Baleares. Limita con los municipios de Santa Eugenia, Consell, Binisalem, Inca, Costich, Lloret de Vista Alegre y Algaida.
El municipio es una de las dieciséis entidades que componen la comarca tradicional del Llano de Mallorca, y comprende los núcleos de población de Sancellas —capital municipal—, Biniali, Ruberts, Jornets y Cas Caná (o Cascanar), así como el despoblado de Son Arrosa. Estos lugares, pequeños y poco poblados, son una de las atracciones turísticas de Sancellas. Estas poblaciones son los últimos lugares donde se puede observar la arquitectura rural y tradicional de Mallorca. Antes fueron núcleos saludables y pujantes debido a la actividad agrícola, principalmente el cultivo de vino, pero una plaga a finales del siglo XIX hizo que se despoblaran.

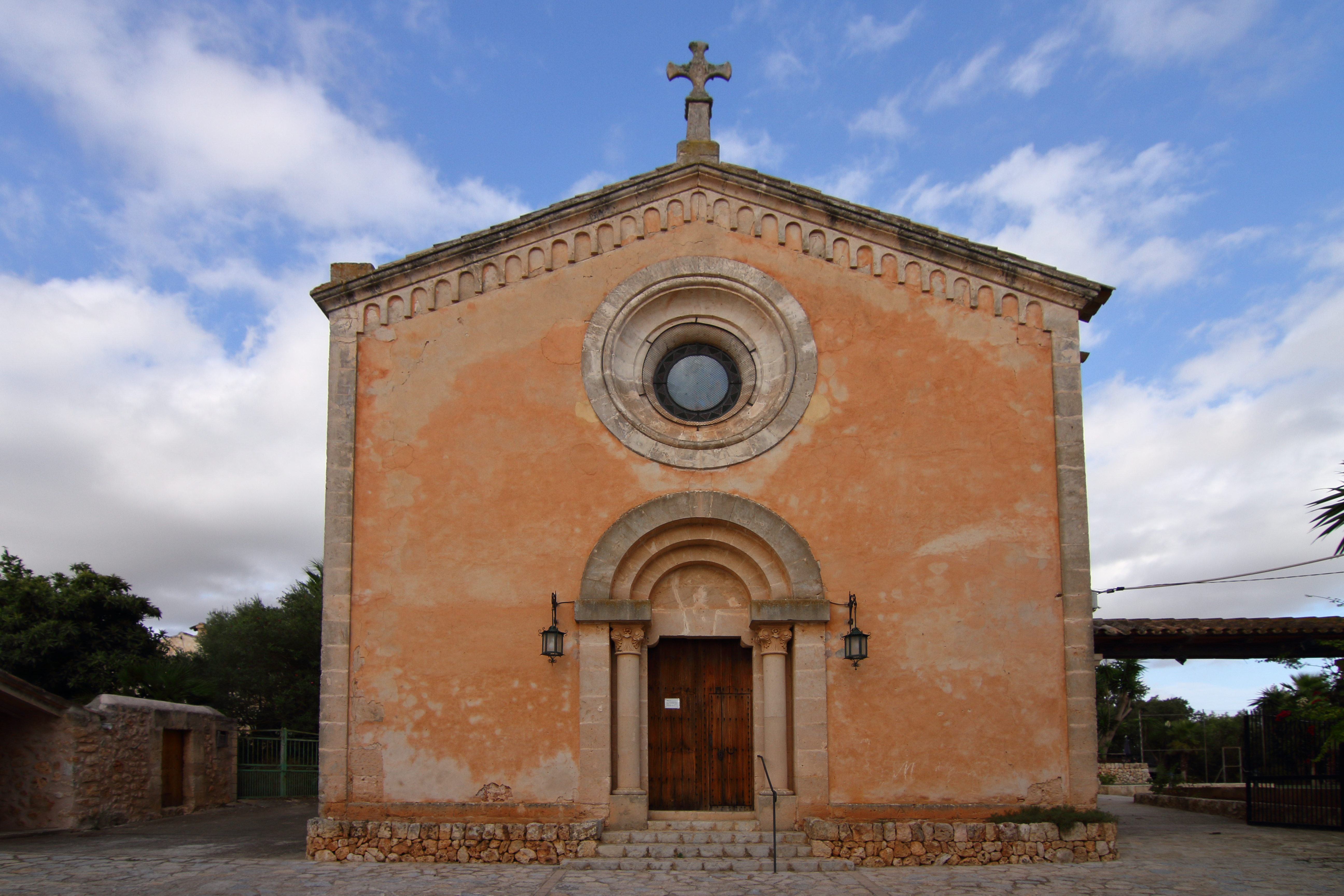
Ruberts, iglesia parroquial

## Clima
En Sancellas hace buen tiempo, como en el resto de sitios de Mallorca, el mes más seco es julio (una media de 8,8 l/m²). En octubre se registra la mayor media de precipitaciones llegando a los 100 l/m².

## Historia
La época talayótica ha dejado muchas trazas en el municipio, siendo la más importante el poblado talayótico de Son Fred.
Durante la época musulmana de la isla Sancellas pertenecía al distrito de Canarrosa, junto a Binisalem, Alaró, Santa María del Camino, Santa Eugenia, Costich y Lloseta. 
Con la conquista de Mallorca por Jaime I de Aragón, Sancellas pasa a formar parte de los territorios de Guillermo II de Bearn vizconde de Bearn.
A fines del siglo XVI Biniali creció lo suficiente como para considerarse una villa. A finales del siglo XIX todo el cultivo de viña fue destruido por una plaga. Esto hizo que los pequeños núcleos empezasen a despoblarse.
La hermana Franciscana Cirer (1781 - 1855) se convierte en referente humano y religioso. Fue beatificada por Juan Pablo II el 1 de octubre de 1989. Esta religiosa es admirada en toda Mallorca por las numerosas curaciones milagrosas que se le atribuyen.
En 1855 Costich se separa de Sancellas después de muchos años de rivalidad y confrontación entre las dos localidades.

## Demografía
Sancellas cuenta con una población de 3900 habitantes (INE 2024).
| Gráfica de evolución demográfica de Sancellas entre 1842 y 2021 |
| |
| Población de derecho según los censos de población del INE. Población de hecho según los censos de población del INE.En este censo se denominaba Sansellas: 1842. En estos censos se denominaba Sancellas: 1857, 1860, 1877, 1887, 1897, 1900, 1910, 1920, 1930, 1940, 1950, 1960, 1970 y 1981. Entre el censo de 1860 y el anterior, disminuye el término del municipio porque independiza a Costich. |

| Entidad de población | Habitantes (2011)¹ |
| -------------------- | ------------------ |
| Biniali              | 214                |
| Cas Caná             | 13                 |
| Jornets              | 30                 |
| Ruberts              | 15                 |
| Sancellas            | 2.883              |
| Son Arrosa           | 35                 |

¹ Información del Instituto Nacional de Estadística de España
Tabla de la evolución demográfica del municipio de Sancellas:
|         | 1996  | 2001  | 2002  | 2003  | 2004  | 2005  |
| ------- | ----- | ----- | ----- | ----- | ----- | ----- |
| TOTAL   | 1.896 | 2.214 | 2.341 | 2.464 | 2.559 | 2.656 |
| Hombres | 960   | 1.143 | 1.186 | 1.247 | 1.305 | 1.368 |
| Mujeres | 936   | 1.071 | 1.155 | 1.217 | 1.254 | 1.288 |

## Política

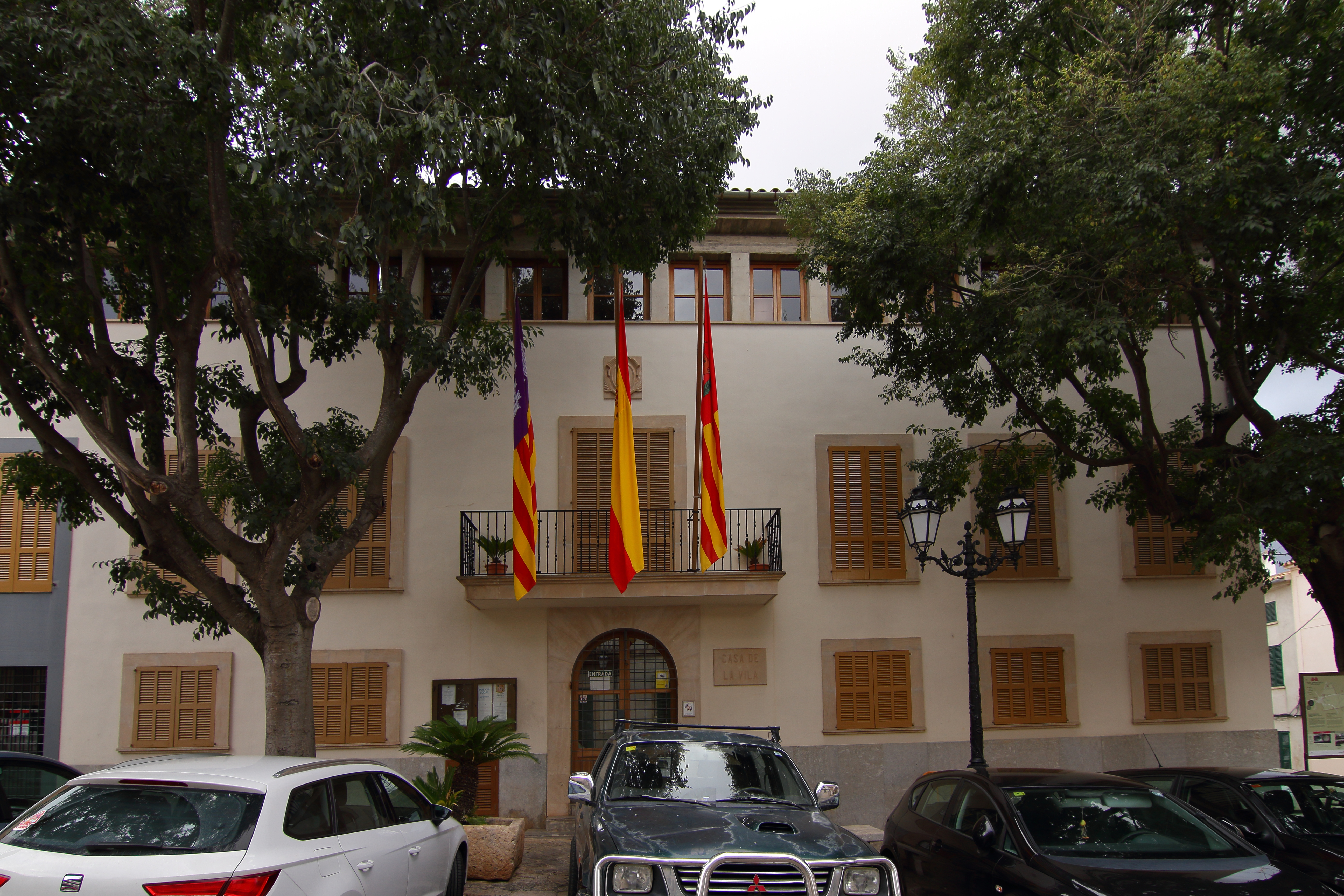
Casa consistorial de Sancellas

| Periodo   | Nombre                                                               | Partido       |
| --------- | -------------------------------------------------------------------- | ------------- |
| 1979-1983 | Bartomeu Llabrés Vich                                                | UCD           |
| 1983-1987 | Joan Roig Cirer                                                      | Independiente |
| 1987-1991 | Joan Roig Cirer                                                      | Independiente |
| 1991-1995 | Guillem Ferrer Ramis                                                 | PP            |
| 1995-1999 | Guillem Ferrer Ramis                                                 | PP            |
| 1999-2003 | Josep Aloy Pons                                                      | PP            |
| 2003-2007 | Antoni Ferrer Ramis                                                  | PP            |
| 2007-2011 | Joan Carles Verd Cirer (2007-2010) Bartomeu Morro Oliver (2010-2011) | UM PSOE       |
| 2011-2015 | Joan Carles Verd Cirer (2011-2013) Bartomeu Morro Oliver (2013-2015) | CxI PSOE      |
| 2015-2019 | Joan Carles Verd Cirer                                               | El Pi         |
| 2019-2023 | Joan Carles Verd Cirer                                               | El Pi         |
| 2023-act. | Joan Carles Verd Cirer                                               | El Pi         |

## Mercados
Se celebra un mercado semanal en la plaza nueva cada miércoles por la mañana. Desde 2015 también se celebra mercado cada sábado en la plaza de la Vila por la mañana.

## Patrimonio
- Cruces de caminos: Creu de can Maví, Creu de sa Cometa, Creu de s'Era d'En Pelat, Creu des Rafal.
- Molinos de viento: Ca'n Picapebre, ca'n Cinto, d'En Ferreró, Son Pelea.
- Poblado talayótico: Son Fred.
- Iglesias: Iglesia parroquial de San Cristóbal en Biniali, oratorio de la Virgen del Carmen en Ruberts y la iglesia parroquial de San Pedro en Sancellas construida en 1705.

### Conjunto histórico de Ruberts
El núcleo de Ruberts se encuentra en los límites que separan Sencellas, Lloret de Vista Alegre, Costich y Algaida: ubicado en el valle homónimo, se encuentra en una colina cerca de uno de los márgenes de inundación del Torrent de Pina, y rodeado por algunas elevaciones y mesetas que hacen que el valle quede cerrado y que el núcleo no tenga visuales desde el exterior más próximo. 
Las características físicas del emplazamiento, así como su origen, vinculado a las tareas agrarias de la posesión de Son Jordá, hace que se consolide rodeando la posesión, presentando una disposición casi radial, con el núcleo de centro. 
La trama urbana es irregular y se estructura en torno a la posesión, aprovechando al máximo las reducidas dimensiones del espacio que queda entre el camino de Lloret y la calle principal que cierra el núcleo edificado, es decir, la calle Mayor con Costa d'en Coranta. 
La calle principal, que rodea el conjunto, se abre a la plaza donde se ubica la iglesia parroquial y el acceso a la antigua posesión, hoy convertida en agroturismo. El resto de calles son estrechas y cortas, y se debieron configurar en la época de consolidación y crecimiento de la aldea, sin que se hayan llevado a cabo modificaciones recientes que hayan modificado sustancialmente su trazado. 
El tejido edilicio se caracteriza por un gran equilibrio general gracias a la presencia de una cierta uniformidad en cuanto al tipo de viviendas, normalmente de pocas plantas. Se puede afirmar que a pesar del largo desarrollo cronológico de este asentamiento, el tejido construido presenta una homogeneidad considerable. 
El abandono progresivo que se da a partir de la segunda mitad del siglo XX ha hecho que la aldea no se haya visto muy modificada por construcciones ajenas a la tipología tradicional, mostrándose como un conjunto arquitectónico representativo de la Mallorca del siglo XVI-XIX. 
Otra de las características de este núcleo urbano es que, por sus reducidas dimensiones, el tejido vial está reducido casi a su mínima expresión y que se aprecia un alto grado de conexión o mezcla entre la zona urbana y el entorno rural que lo rodea, de manera que, estando en el núcleo, en realidad nunca se pierden las relaciones visuales con el entorno rústico. De hecho, la situación concéntrica del núcleo construido hacia el paisaje que lo rodea se potencia por diversos caminos rodados o peatonales que salen en forma radial desde el núcleo hacia diversos lugares.

## Fiestas
- 5 de febrero: Santa Águeda.
- 27 de febrero: Beata Sor Francinaina.
- Segundo domingo de mayo: Romería de La Casa Blanca. Esta romería se realiza a pie, a caballo o en carro.
- Tercer domingo de mayo: Feria mayor. Feria con muestras agrícolas. El siguiente lunes se celebra otra feria de menor entidad: es Firó.
- Segundo domingo de agosto: Embala't. Recordando a la fiesta del segar.
- 15 de agosto: Virgen de Agosto.